# Fazenda Vila Brandina

Fazenda Vila Brandina foi uma fazenda cafeeira fundada em 1806 e que pertenceu ao tenente-coronel Joaquim Aranha Barreto de Camargo. A propriedade passou por vários proprietários, a maior parte herdeiros e após desmembramentos, uma parte das terras é onde hoje se localiza o Shopping Iguatemi de Campinas..

## História
(Engenho-Fazenda Mato Dentro de Baixo). Em Campinas, em terras destacadas do Engenho do Mato Dentro, fundado em 1806,  pelo tenente-coronel Joaquim Aranha Barreto de Camargo, depois sendo proprietária sua filha a viscondessa de Campinas, Maria Luzia de Sousa Aranha, e,  pela titular doadas à filha Maria Brandina, casada em 1836 com Álvaro Xavier de Camargo e Silva, que fundou a fazenda naquele mesmo ano.
Em 1885 a fazenda pertencia à viúva Maria Brandina de Sousa Aranha, com 230 mil pés de café em terra massapé, dispondo de máquina de benefício a água e terreiros atijolados.
Em 1900, falecida Maria Brandina, pertencia a Cândido Álvaro & Irmão (Antônio Álvaro de Sousa Camargo), com produção de 9 mil arrobas de café.
Em 1914, pertencia a Antônio Álvaro, sob a razão de Antônio Álvaro & Bueno, ficando depois só na propriedade do primeiro, que, falecido, deixando para os filhos a fazenda, ela se tornou de um adquirente das partes dos demais, Lafayette Álvaro de Sousa Camargo, prefeito de Campinas, casado com sua prima e cunhada, Odila Egídio de Sousa Santos.
O casal Lafayette e Odila, sem descendência e proprietário de três fazendas, transformou-a em fazenda de criar gado puro holandês PB, e de produzir leite o qual era distribuído gratuitamente às crianças carentes, dando ao imóvel o nome de Vila Brandina. A fazenda produzia leite do chamado tipo A. Em 1958, a Fundação “Odila e Lafayette Álvaro” foi criada e tinha como objetivo  dar assistência social a pessoas carentes. Em 1964, a Fundação "Odila e Lafayette Álvaro" se une à  FEAC, tornando-se a Fundação FEAC. 
A fazenda cafeeira que depois foi transformada em produtora de gado, também foi granja e até começou a criar cavalos de puro sangue inglês, cavalos de corrida, uma vez que Lafayette era apaixonado por corridas de cavalos.. 
Lafayette faleceu em 1967, na partilha dos bens o casal destinou a fazenda Santa Luzia aos herdeiros dele; a fazenda Santa Odila, aos herdeiros dela; e a fazenda Vila Brandina à "Fundação Odila e Lafayette Álvaro", para que ela continuasse na distribuição de leite às crianças necessitadas.
Em terras da antiga fazenda vila Brandina, no bairro do mesmo nome,  Vila Brandina,  o primeiro shopping center de Campinas, o Shopping Iguatemi.

## Fundação FEAC
Em 1958, o casal Lafayette apresenta a intenção de oferecer a Fazenda Brandina como patrimônio para viabilizar trabalhos de cunho social, possibilitando a promoção humana e o bem-estar social. Essa cerimônia tornou o projeto uma realidade dando o impulso inicial para a criação da Fundação FEAC (Federação das Entidades Assistenciais de Campinas) em 1964.
Durante os anos de 1970, a Fundação já possuía integrada à sua rede em torno de 35 entidades e passou a atuar  nas causas relacionadas à defesa dos direitos das crianças e dos adolescentes. Com os frutos da gestão do patrimônio com que foi criada, a FEAC conseguiu ampliar sua rede de parcerias chegando a 95 em 1990. Também foi nesse período que passou a focar na prestação de serviços, em assessoramento técnico, financeiro e administrativo às entidades assistenciais, contribuindo para o fortalecimento do terceiro setor.